# Ludwig Molique
Ludwig Molique (* 1815 in Landau in der Pfalz; † 1880)  war ein deutscher Jurist. Er war von 1855 bis 1861 bayerischer Landtagsabgeordneter.
Ludwig Molique war Staatsprokurator am Bezirksgericht Landau in der Pfalz. Im Jahr 1858 wurde er Präsident des Bezirksgerichts Kaiserslautern. Molique wurde 1855 in die Kammer der Abgeordneten gewählt, der er bis 1861 angehörte. Er wurde im Dezember 1858 wiedergewählt (10. Wahlperiode). Für den Wahlbezirk Bergzabern-Germersheim gehörte er dem 17. Landtag 1855–1856 an, für den Wahlbezirk Germersheim dem 18. bis 20. Landtag 1858–1861.
Molique war Untersuchungsrichter von Friedrich August Mahla, der als „Studentenlegionär“ am Pfälzischen Aufstand von 1849 teilgenommen hatte. Dieser übernahm 1859 die väterliche Anwaltskanzlei und wurde mit der Heirat von Marie Emilie (1841–1905) Moliques Schwiegersohn. Mahlas Vater Friedrich Norbert Mahla war ein Landtagskollege Moliques.
Der 20. Landtag war ein Abbild der Reaktionszeit. Von 18 pfälzischen Landtagsmitgliedern waren 1859 sechs Landkommissäre bzw. Beamte, drei hohe Juristen, zwei Richter, einer Konsistorialdirektor, fünf Gutsbesitzer und ein einziger Anwalt (Mahla sen.). Nach der Generalamnestie des Jahres 1865 unter König Ludwig II. zogen wieder Liberale in die Parlamente ein.